# 康普隆多德
康普隆多德（法語：Camplong-d'Aude，法語發音：[kɑ̃plɔ̃ dod] ⓘ）是法国奥德省的一个市镇，属于纳博讷区。

## 地理
康普隆多德（43°7'43"N, 2°39'7"E）面积12.28 平方千米，位于法国奧克西塔尼大區奥德省，该省份为法国南部沿海省份，北起塔恩省，西北接上加龙省，西接阿列日省，南至东比利牛斯省，东临地中海，东北与埃罗省接壤。
与康普隆多德接壤的市镇（或旧市镇、城区）包括：法布勒藏、拉格拉斯、穆克斯、里博特。
康普隆多德的时区为UTC+01:00、UTC+02:00（夏令时）。

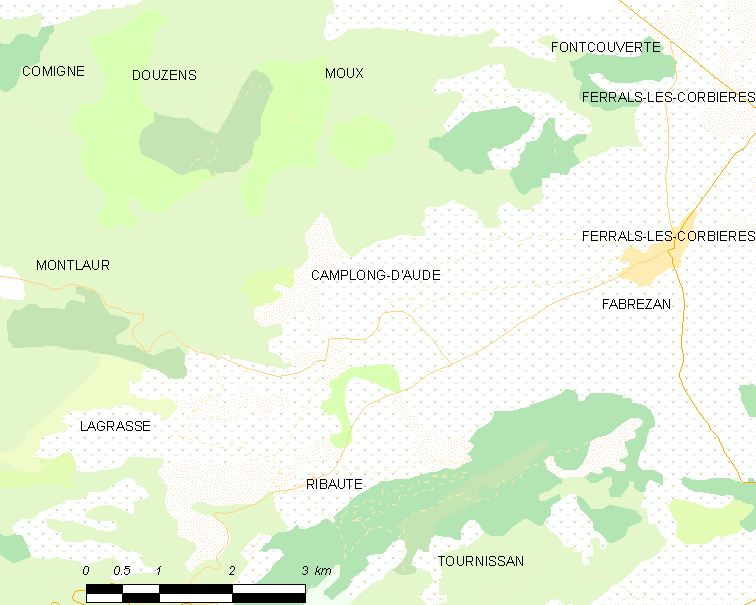
康普隆多德的OSM定位图

## 行政
康普隆多德的邮政编码为11200，INSEE市镇编码为11064。

## 政治
康普隆多德所属的省级选区为莱科比耶尔县。

## 人口

康普隆多德1962-2008年间人口变化图示

康普隆多德于2022年1月1日时的人口数量为385人。